# Balašov
Balašov (ruski: Балашов) je grad u Saratovskoj oblasti u Rusiji. Nalazi se na 51,55° sjever i 43,17° istok.
Broj stanovnika: 97.400 (2004.)

### Sveučilišne ustanove
- Balašovski vojni institut za zračni let
- Podružnica Saratovskog državnog tehničkog sveučilišta
- Podružnica Saratovskog državnog sveučilišta N.G.Černiševskog (Balašovski državni pedagoši institut)